# Гусєв Віктор Іванович
Віктор Іванович Гусєв (нар. 11 вересня 1950, місто Новоазовськ, тепер Донецької області) — український діяч, директор середньої школи № 92 міста Донецька. Народний депутат України 1-го скликання.

## Біографія
Народився у родині вчителів.
У 1967—1972 роках — студент хіміко-біологічного факультету Мелітопольського державного педагогічного інституту Запорізької області, вчитель хімії.
Служив у Радянській армії.
З 1972 року — вчитель хімії середньої школи села Забріддя Ратнівського району Волинської області.
У 1980—1985 роках — заступник директора восьмирічної школи № 79 міста Донецька.
Член КПРС, член Демплатформи КПРС.
З 1985 роках — директор середньої школи № 92 міста Донецька.
18.03.1990 року обраний народним депутатом України, 2-й тур, 57,44 % голосів, 6 претендентів. Входив до фракція «Нова Україна». Член Комісії ВР України з питань народної освіти і науки.
Член об'єднання «Нова Україна». Член Партії демократичного відродження України (ПДВУ). 